# Ефименко, Нина Федосовна
Нина Федосовна Ефименко — советский хозяйственный, государственный и политический деятель, Герой Социалистического Труда.

## Биография
Родилась в 1941 году в селе Нижнее. Член КПСС.
С 1959 года — на хозяйственной, общественной и политической работе. В 1959—1996 гг. — доярка в колхозе в селе Нижнее Стародубского района Брянской области, доярка, мастер машинного доения совхоза «Краснопольский» Углегорского района Сахалинской области,
в 1972 году добилась удоя в 4699 килограммов от каждой коровы (на 700 килограммов больше плана).
Указом Президиума Верховного Совета СССР от 14 декабря 1984 года присвоено звание Героя Социалистического Труда с вручением ордена Ленина и золотой медали «Серп и Молот».
Избиралась депутатом Верховного Совета РСФСР 9-го и 10-го созывов.